# Sarcolestes
Sarcolestes is een geslacht van ornithischische dinosauriërs, behorend tot de Ankylosauria, dat tijdens het Midden-Jura in het gebied van het huidige Engeland leefde.

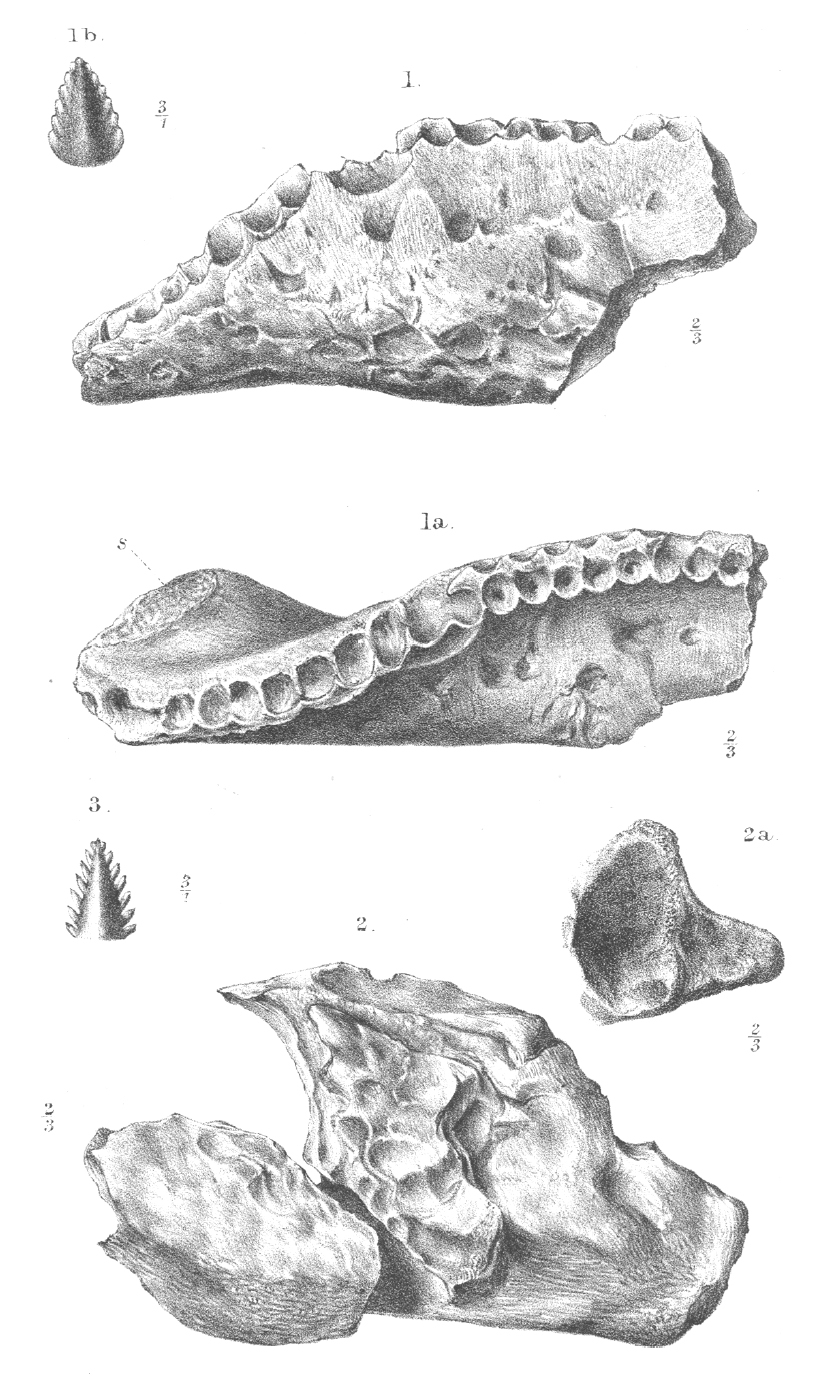
Het holotype BMNH R2682

De typesoort, Sarcolestes leedsi, werd in 1893 benoemd en minimaal beschreven door Richard Lydekker. Hij dacht dat het een vleesetende dinosauriër (theropode) betrof, wat de naam Sarcolestes opleverde, afgeleid van het Klassiek Griekse sarx, "vlees", en lestes, "rover". De soortaanduiding verwijst naar verzamelaar Alfred Nicholson Leeds die het specimen in 1892 door Lydekker liet bestuderen; het is niet bekend wanneer het precies opgegraven werd maar in ieder geval na een bezoek door Lydekker in 1888. Op 1 november 1895 werd het door het British Museum of Natural History verworven.
Het fossiel werd gevonden in Cambridgeshire, in de Oxford Clay-formatie, een laag uit het Callovien, zo'n 163 miljoen jaar oud. Al in het begin van de twintigste eeuw werd na verdere preparatie van het fossiel die de tanden van een planteneter aan het licht bracht, begrepen dat de soort fout geïdentificeerd was. In 1983 gaf Peter Malcolm Galton een herbeschrijving en een classificatie die nog steeds aanvaard wordt.
Het holotype, BMNH R2682, bestaat slechts uit een fragmentarische linkeronderkaak van ongeveer vijftien centimeter lengte, waarvan het middendeel ontbreekt. De kaak is vrij hoog. Het voorste deel loopt naar beneden en achteraan ligt ook het gewrichtsvlak vrij laag. Een twintigtal kleine lage tanden, die overigens slechts als blootgelegde vervangingstanden in het kaakbeen bewaard zijn gebleven, lopen daarin door tot aan het voorste uiteinde. Dat toont een kort ruw vergroeiingsvlak met de (ontbrekende) rechteronderkaak. De eerste tand is licht naar achteren gebogen en heeft alleen aan de voorkant een zwakke kartelrand. De andere tanden zijn recht met normale kartelranden, vlak aan de zijkanten en met slechts een licht verbrede tandbasis. Ze missen de dus de kenmerkende verticale middenrichel en opstaande basisrand van de latere ankylosauriërs. Naar achteren toe nemen de tanden in grootte af. Op de zijkant van het voorste fragment van het bot is nog het aanhechtingsvlak van een beenplaat zichtbaar, deel van het lichaamspantser, een teken dat het om een ankylosauriër gaat. Als het exemplaar volwassen was, werd de soort niet groot: ongeveer twee meter lang.
Lydekker plaatste de soort in 1893 in de Thecodontosauridae. Friedrich von Huene concludeerde in 1909, een eerdere suggestie van Harry Govier Seeley volgend, dat het een planteneter betrof en wees hem toe aan de Omosauridae; deze hele groep werd in 1911 door Alfred von Zittel bij de Stegosauridae gevoegd. Nog in 1970 zag William Elgin Swinton de vorm als een stegosauriër. Toen had Alfred Romer hem in 1956 en 1966 echter al synoniem geacht met Scelidosaurus, waarbij dus de huidverbening een rol begon te spelen en de soort in de richting van de basale Thyreophora werd getrokken, dichter bij het afsplitsingspunt van de Ankylosauria.
Het geslacht werd door Galton, dit proces voltooiend, onder voorbehoud in de Nodosauridae geplaatst. Het is daarin een basale soort buiten de klade Nodosaurinae. Sarcolestes is, indien de toewijzing correct is, de oudste bekende nodosauride en de op een na oudste ankylosauriër, na Tianchisaurus. De plaatsing is tamelijk onzeker; ze is niet zozeer gebaseerd op het delen van afgeleide eigenschappen met de Nodosauridae maar op het feit dat in 1983 die groep meestal als ouder of althans in het Jura een grotere vormenrijkdom vertonend gezien werd dan de Ankylosauridae.
Kenneth Carpenter heeft in 2001 echter geoordeeld dat het een nomen dubium is, een naam die onbruikbaar is omdat de resten te beperkt zijn om er met zekerheid andere vondsten aan toe te wijzen. David Weishampel was in 2004 wat guller en gaf de soort als een Ankylosauria incertae sedis.